# Таїс Енрікес
Таїс Енрікес  (ісп. Thaïs Henríquez, 29 жовтня 1982) — іспанська спортсменка, спеціалістка з синхронного плавання, олімпійська медалістка.

## Виступи на Олімпіадах
| Олімпіада   | Дисципліна | Місце |
| ----------- | ---------- | ----- |
| Пекін 2008  | командні   | 2     |
| Лондон 2012 | командні   | 3     |